# Hiromi Suzukiová
Hiromi Suzukiová (japonsky 鈴木 博美, Suzuki Hiromi; * 6. prosince 1968 Čiba) je japonská běžkyně, specializující se na maratonský běh, mistryně světa z roku 1997.
V roce 1992 startovala na olympiádě v Barceloně v běhu na 10 000 metrů, v rozběhu skončila osmnáctá a nepostoupila do finále. O čtyři roky později v Atlantě do finále na této trati postoupila a skončila na šestnáctém místě. Životním úspěchem pro ni bylo mistrovství světa v roce 1997 v Athénách, kde zvítězila na maratonské trati. Její osobní rekord na této trati 2:26:27 pochází z roku 1996.